# Valentina Kameniok-Vinogràdova
Valentina Alekséievna Kameniok-Vinogràdova (en rus Валентина Алексеевна Каменёк-Виноградова; Moscou, 17 de maig de 1943 - Sant Petersburg, 17 de juliol de 2002) va ser una jugadora de voleibol soviètica que va competir entre 1959 i 1977.
El 1964 va prendre part en els Jocs Olímpics de Tòquio, on guanyà la medalla de plata en la competició de voleibol. Quatre anys més tard, als Jocs de Ciutat de Mèxic, guanyà la medalla d'or en la competició de voleibol.
En el seu palmarès també destaquen dues medalles d'or al Campionat d'Europa, el 1963 i 1967.
A nivell de clubs jugà al Burevestnik de Moscou (1959-1960), CSKA de Moscou (1961-1971) i Burevestnik de Leningrad (1972-1977). Amb el CSKA guanyà sis vegades la lliga soviètica (1963, 1965-1969) i dues la Copa d'Europa de voleibol (1966, 1967). En retirar-se passà a treballar com a professora d'educació física.